# Salona
Salona (někdy též Salon, starořecky Σάλωνα) je zaniklé město při pobřeží Jaderského moře nedaleko Splitu v dnešním Chorvatsku. Salona, někdejší čtvrté největší město Římské říše a hlavní sídlo římské provincie Ilýrie, resp. Dalmácie, je v současné době největší archeologickou lokalitou v Chorvatsku. Nachází se v jižní části městečka Solin.
Název města Salona pochází z jazyka původních obyvatel, Římany nazývaných Delmati (Dalmati, lat. Dalmatæ), kteří byli zřejmě součástí většího kmene Ilyrů.

## Historie

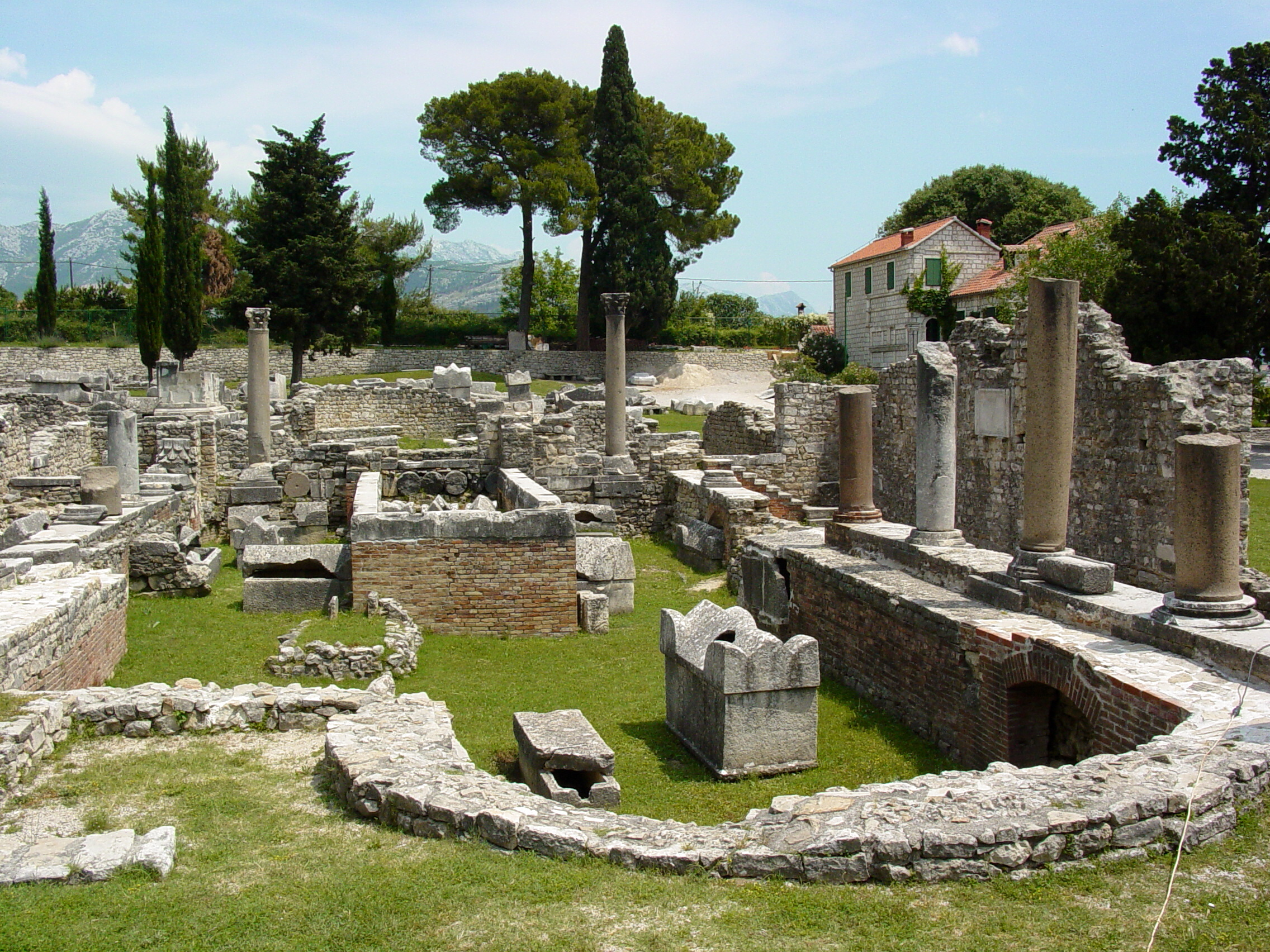
Zbytky starořímských staveb

Původně opevněnou přístavní osadu Salona založil ilyrský kmen Delmatů poblíž ústí řeky Jadro do Jaderského moře. První zmínka o osadě jménem Salon pochází asi ze 7. století př. n. l.
Ve 3.-4. století př. n. l. ji dobyli Řekové a založili zde založili emporion (tržiště).,
Po dobytí Římany celé jméno starověkého města znělo Martia Iulia Valeria Salona Felix. Pravděpodobně po římské občanské válce za vlády Julia Caesara se Salona stala hlavním městem římské provincie Dalmatia, poté, co v občanské válce proti Pompeiovi a Marcu Liciniu Crassovi prvního triumvirátu místní stáli na straně budoucího diktátora Gaia Julia Caesara.
Raně římské město zahrnovalo oblast kolem fóra a divadla se vstupní branou Porta Caesarea na severovýchodní straně. Za vlády císaře Augusta byly hradby opatřeny věžemi, byl vybudován akvadukt a veřejné lázně. Původní lichoběžníkový tvar města se rozšířil východním a západním směrem.
Salona měla v době svého rozkvětu 60 000 obyvatel a byla tak čtvrtým největším městem Římského impéria a správním centrem provincie Ilýrie. Bylo zde nalezeno mnoho nápisů v latině a řečtině, jak uvnitř zdí, tak na pohřebištích ležících mimo město, protože Římané zakázali pohřby uvnitř hranic města. Řada velmi kvalitně umělecky provedených mramorových sarkofágů je k vidění v plenéru přímo na místě a množství dalších hrobek je uloženo v Archeologickém muzeu ve Splitu. Salona měla vlastní mincovnu, spojenou prostřednictvím Via Argentaria s mincovnou v Sirmiu a stříbrnými doly v Dinárských Alpách. Bylo zde dokonce nalezeno několik artefaktů svědčících o přítomnosti židovské svatyně. Všechny tyto archeologické nálezy svědčí o prosperitě a integraci města do Římské říše.
Podle legendy se zde roku 244 narodil římský císař Dioklecián, jenž si po svém odchodu do ústraní dal nedaleko odtud vystavět monumentální palác. Tato mohutná opevněná stavba, známá jako Diokleciánův palác, se stala jádrem moderního města Split. Císař Dioklecián se tam uchýlil po rozdělení říše na tetrarchie v roce 305. Druhým zdejším slavným rodákem ze 3. století byl papež Caius († 296).
Pokračující prosperita města Salona se zhmotnila v rozsáhlé výstavbě kostelů ve 4. a 5. století, včetně biskupské baziliky s přilehlým kostelem a křtitelnicí uvnitř zdí města a hřbitovy včetně několika svatyní k úctě zdejších křesťanských mučedníků (Manastirin, Kapljuč, Marusinac) mimo zdi města. Z této doby se v západní části města nachází značné množství archeologických nalezišť, díky nimž se místo stalo hlavní lokalitou pro studium vývoje protokřesťanské sakrální architektury.
Papež Řehoř I. v roce 600 napsal salonskému biskupu Maximovi I. list, ve kterém vyjadřuje znepokojení nad příchodem Slovanů „Et quidem de Sclavorum gente, quae vobis valde imminet, et affligor vehementer et conturbor. Affligor ve svém quae jam ve vobis patior; conturbor, quia per Istriae aditum jam ad Italiam intrare coeperunt“ (A pokud jde o lidi slovanské, kteří se k vám opravdu blíží, jsem velmi znepokojený a zmatený. Jsem v obavách, protože s vámi sympatizuji a zmatený, protože přes Istrii začali vstupovat do Itálie).
Po pádu Říma byla Salona skutečně v 7. století z velké části zničena při následném stěhování národů, po invazích Avarů a slovanských Chorvatů. Přesný rok zkázy není dosud znám a je předmětem zkoumání archeologů.
Lidé, prchající ze Salony, hledali útočiště uvnitř Diokleciánova paláce. Usadili se v jeho zdech a těsném sousedství. Osada se pak v průběhu dalších staletí postupně rozrůstala v moderní město Split. Jeho velikost dokládají monumentální hradby s věžemi a branami, fórum s chrámy, amfiteátr